# دانیل لیبرمن
دانیل ای. لیبرمن (انگلیسی: Daniel Lieberman؛ زادهٔ ۳ ژوئن ۱۹۶۴) دانشمند در زمینه زیست‌شناس و دیرین‌مردم‌شناسی اهل ایالات متحده آمریکا است.

## نقل قول
پاسخ اساسی به این که چرا بسیاری از انسان‌ها در حال حاضر از بیماری‌های که قبلاً نادر بودند بیمار می‌شوند این است که بسیاری از ویژگی‌های بدن در محیط‌هایی که ما از آن فرگشت یافته‌ایم سازگار شده‌اند، اما در محیط‌های مدرنی که اکنون ایجاد کرده‌ایم ناسازگار شده‌اند. این ایده، که به عنوان فرضیه عدم تطابق شناخته می‌شود، هسته اصلی حوزه نوظهور پزشکی فرگشتی است که زیست‌شناسی فرگشتی را برای سلامت و بیماری به کار می‌برد.

## افتخارات و جوایز
- پژوهشگر شایستگی ملی، ۱۹۸۲
- انجمن فی بتا کاپا (کالج هاروارد)، ۱۹۸۶
- Summa cum Laude، کالج هاروارد
- یاران یادبود فرانک ناکس سوم، ۱۹۸۶–۱۹۸۷
- بورس تحصیلی بنیاد ملی علوم، ۱۹۸۷–۱۹۹۰
- همیاران جوان، انجمن یاران هاروارد، ۱۹۹۳–۱۹۹۶
- جایزه ایگ‌نوبل در فیزیک، ۲۰۰۹
- جایزه برتری اورت مندلسون در مربیگری، دانشگاه هاروارد، ۲۰۰۹
- استادی کالج هاروارد، ۲۰۱۰–۲۰۱۵
- آکادمی هنر و علوم آمریکا، ۲۰۲۰

## کتاب‌ها
- Lieberman, Daniel (2011). تکامل سر انسان Harvard University Press. ISBN 978-0-67404636
- Lieberman, Daniel (2013). داستان بدن انسان: تکامل، سلامت و بیماری. Pantheon Press. ISBN 978-0-307-74180-6. در فصل هشتم این کتاب به نام بهشت گمشده، آمده‌است که «بیشتر بیماری‌های عدم تطابق فرگشتی که ما در حال حاضر از آن رنج می‌بریم ناشی از انتقال از شکار و جمع‌آوری به کشاورزی است.»
- Lieberman, Daniel (2021). Exercised:چرا کاری که ما هرگز برای انجام آن فرگشت نیافته‌ایم سالم و مفید است؟. Pantheon Press. ISBN 978-1-5247-4698-8.